# Austrolebias
Austrolebias è un genere di pesci d'acqua dolce appartenenti alla famiglia Rivulidae.

## Distribuzione e habitat
Questa specie è diffusa nelle acque dolci del Sudamerica.

## Specie
Nel 2012 il genere conta 42 specie:
- Austrolebias adloffi
- Austrolebias affinis
- Austrolebias alexandri
- Austrolebias apaii
- Austrolebias arachan
- Austrolebias bellottii
- Austrolebias carvalhoi
- Austrolebias charrua
- Austrolebias cheradophilus
- Austrolebias cinereus
- Austrolebias cyaneus
- Austrolebias duraznensis
- Austrolebias elongatus
- Austrolebias gymnoventris
- Austrolebias ibicuiensis
- Austrolebias jaegari
- Austrolebias juanlangi
- Austrolebias litzi
- Austrolebias luteoflammulatus
- Austrolebias melanoorus
- Austrolebias minuano
- Austrolebias monstrosus
- Austrolebias nachtigalli
- Austrolebias nigripinnis
- Austrolebias nigrofasciatus
- Austrolebias nioni
- Austrolebias nonoiuliensis
- Austrolebias paranaensis
- Austrolebias patriciae
- Austrolebias paucisquama
- Austrolebias periodicus
- Austrolebias prognathus
- Austrolebias quirogai
- Austrolebias reicherti
- Austrolebias robustus
- Austrolebias toba
- Austrolebias univentripinnis
- Austrolebias vandenbergi
- Austrolebias varzeae
- Austrolebias vazferreirai
- Austrolebias viarius
- Austrolebias wolterstorffi

## Acquariofilia
Alcune specie sono allevabili in acquario, soprattutto da appassionati, vista la delicatezza del ciclo vitale di queste specie.